# 疾風世代
疾風世代（英語：Windrush generation）是指1944年至1971年間從以前大英帝國在加勒比海的殖民地（主要來自牙買加）移居英國本土的一群人及其後代的名字。這個名詞在2018年4月隨著遣返醜聞，以及備受爭議的「嚴峻環境政策」下而為人所知。

## 歷史

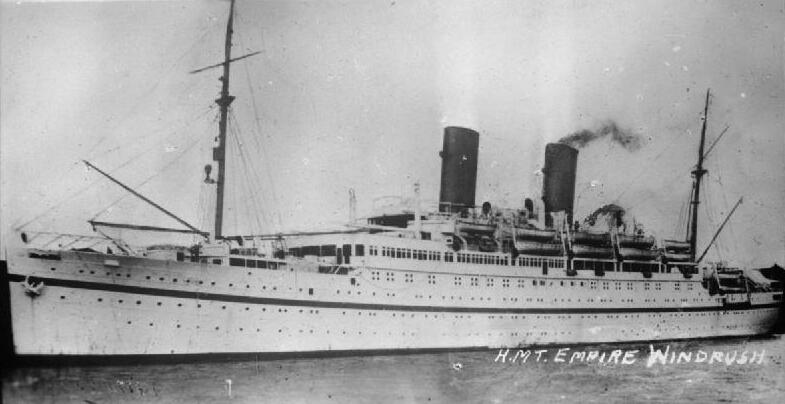
「帝國疾風號」（MV Empire Windrush）。

「疾風世代」這個名詞源自於戰輪「帝國疾風號」（MV Empire Windrush），1930年在德國漢堡造船廠興建，原名「羅莎峰號」，屬於納粹德國的海軍。第二次世界大戰德國戰敗，英國從納粹德國繳獲該戰輪並改裝成運兵艦和救護船。二戰後英國本土百廢待興，大規模社會重建的需求令勞動力嚴重短缺，於是英國政府向其殖民地和前殖民地招募勞工。
1948年英國頒布《國籍法》，承認所有英國及其殖民地的公民有英國公民權，並鼓勵移民英國本土。同年帝國疾風號從加勒比海地區搭載了492名勞工與其子女到英國，當中許多是來自牙買加。他們於6月22日抵達艾塞克斯郡的提伯利碼頭，成為首批到達英國的外國勞工，他們的到來成為現代英國多元文化社會開始的象徵。隨後英聯邦一批又一批從加勒比和英國其他前殖民地地區的移民，攜家帶口來到英國尋求發展，這班人及他們的後裔，被統稱為「疾風世代」。據英國內政部數據顯示，疾風世代開啟了有色人種移民到英國的新一頁。1945年英國本土只有7千多名有色人種移民，但到了1951年便已達到5萬，去到1965年更達85萬。
當時這班移民並不受到社會大眾的歡迎，時任勞工和國民服務大臣喬治·艾薩克斯就在議會中表示不鼓勵這行為。1948年6月，11 名工黨議員寫信給首相克萊曼·艾德禮抱怨移民過多，要求限制移民。但1951年的內閣委員會報告指不需要設下任何限制，因為戰後的英國有大量工作的需求。隨後非洲裔加勒比人不斷前往英國尋求工作機會，但許多新來的人要忍受白人社會各階層的偏見和種族主義。這班早期的加勒比移民在就業和住房上，常因種族原因而被剝奪權利。當時工會通常不會幫助這班人，一些酒吧、俱樂部、舞廳和教堂會禁止黑人進入。
但隨著經濟潮起潮落，大規模從英聯邦國家越來越多湧入的移民也給英國社會也帶來了負面影響，包括對全民免費的醫療、福利住房和就業市場形成巨大衝擊，移民與當地居民之間形成的隔閡摩擦越來越大，當地人原有的福利空間受到擠壓。當時十分流行的種族主義也加劇了種群間的緊張，社會對移民的輿論隨之逐漸發生分歧。英國政府在壓力下於1971年颁布《移民法令》，限制移民入境，從1972年起只有持有工作許可，或父母或祖父母出生在英國的人，才可以獲得入境。這法令有效地阻止了大多數加勒比移民，也代表「疾風世代」移入英國的終結。
1970至1980年代英國經歷了一段相對動盪的時期，這時期經濟出現衰退及停頓，失業率上升，這對本來已不太富裕的加勒比社區來說是雪上加霜。歧視、貧困、和惡劣的警民關係令加勒比人口眾多的地區爆發了一系列的騷亂。在那個時代，白人對黑人的攻擊有所增加。 反對種族主義聯合運動委員會報告說，單在1985年期間，包括亞洲血統在內的非白人英國人遭受了超過20000次襲擊。

## 「疾風世代」遣返醜聞

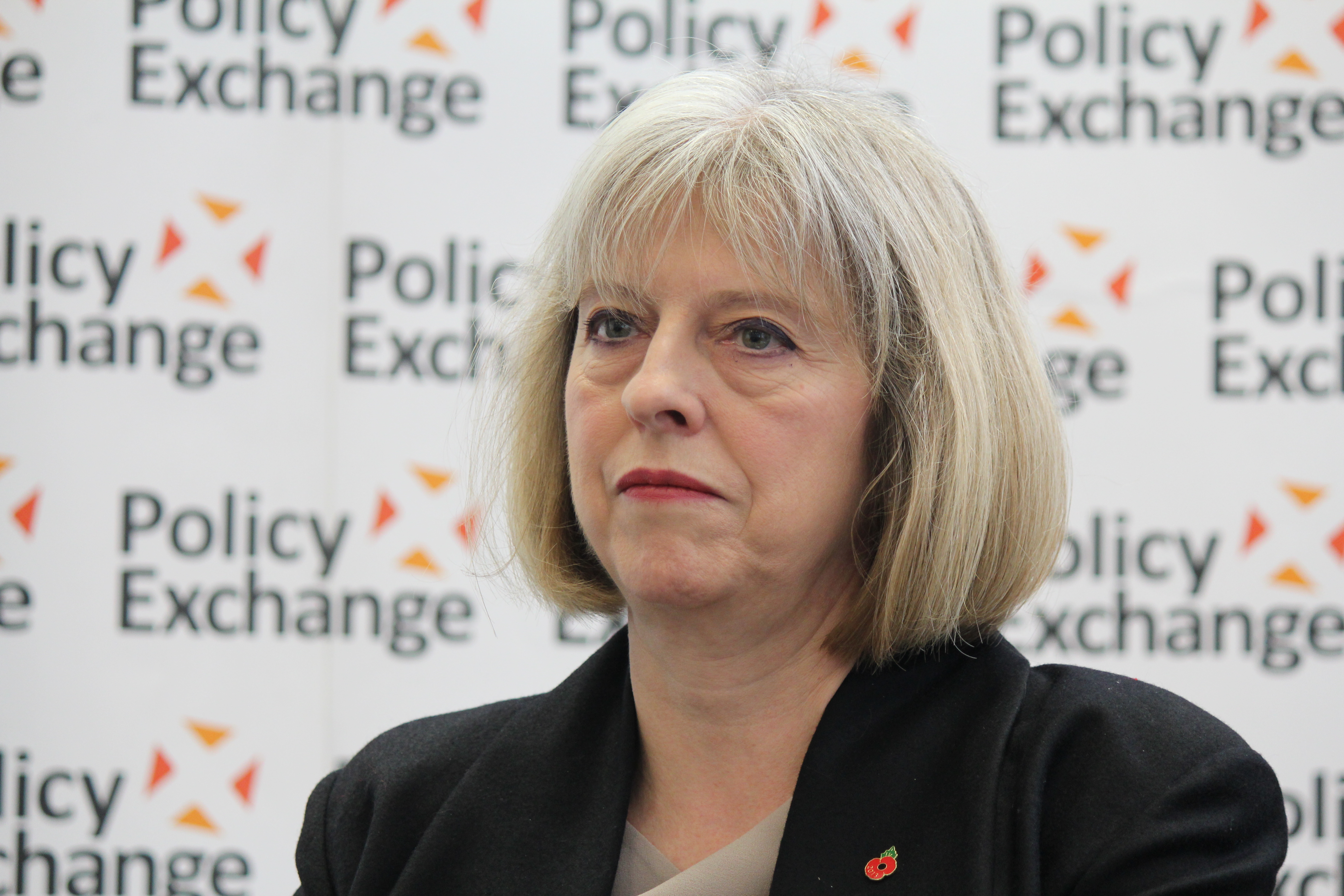
2012年時的文翠珊，他當年推出了廣受批評的「嚴峻環境政策」，導致了許多世居於英國的疾風世代被錯誤認定成非法移民。

2010年保守黨接替工黨政府上台，作為選舉宣言的一部分，新政府決定減少移民人數。時任內政大臣也是後成為首相的文翠珊實行「嚴峻環境政策」（Hostile Environment Policy），希望借製造「一個非常嚴峻的環境給非法入境者」，令一些沒有留居權、非法逗留的人肯自願離開英國。該政策被認為是英國歷史上最嚴厲的移民政策之一，並被廣泛批評為不人道、無效和非法，而且自實施以來，許多被拘留者在移民遣送中心死亡。聯合國人權理事會表示，該政策助長了英國境內的仇外心理，而平等與人權委員會則認為該政策違反了平等法。該政策驅逐了來自歐盟國家的無家可歸公民，並且要求國民保健署、慈善機構、社區利益公司和銀行對申請人進行身份檢查，如果沒有身份證明就拒絕提供服務。
疾風世代在《1971年英聯邦移民法令》下自動獲得國籍，但因為當時技術困難下沒有對他們進行系統性的登記，英國也沒有官方統一的身份證明文件，因此許多疾風世代的人一輩子在英國上學、工作和生活，但卻沒有合法的證件。雖然在他們入境時英國政府應該是有對其進行入境登記，但卻事後被發現英國內政部某官員在2010年已將疾風世代的抵達入境登記卡全部銷毀。
2017年12月，《衛報》報導了這群世居於此的疾風世代因為政府政策及錯誤面臨被遣返的威脅，就業困難，生活狀況愈來愈糟。當年他們為了重建英國遠離家鄉，有些人一輩子都在英國生活，後代也在英國生根，如今卻又面臨驅逐的命運，報導引爆社會輿論。根據牛津大學移民觀察站提供的數據估計，多達 57000名英聯邦移民可能受到影響，其中15000人來自牙買加。內政部和英國政府更進一步被指控早在2013年就知道「嚴峻環境政策」對疾風世代移民有負面影響，但沒有採取任何補救措施。
英國國會開始針對政府不當遣返疾風世代進行調查，並發現多宗涉及被錯誤拘留、剝奪合法權利、威脅被驅逐出境的個案，而且至少有83宗內政部錯誤地驅逐國民出境的案件被發現。許多受影響的人出生於英國或在1973年之前抵達英國，疾風世代受到影響最為重大。除了那些被錯誤驅逐出境的人之外，還有不為人知的人數被拘留、失去工作或家園、護照被沒收，或者被剝奪了他們應得的福利或醫療服務。一些長期英國居民被拒絕重新進入英國，許多人受到內政部威脅要立即驅逐出境。
醜聞爆發後，時任首相文翠珊及內政大臣盧綺婷先後公開道歉。盧綺婷在英國下議院表示自己並不知曉內政部曾制定了遣返加勒比移民人數的指標。在野黨工黨指他在說謊，並把矛頭直指曾擔任內政大臣6年的首相文翠珊，他當年推出了廣受批評的「嚴峻環境政策」，是導致了疾風世代被錯誤遣返的根源。盧綺婷堅稱自己沒有做錯，保守黨的要員也紛紛出來為她辯護。然而，其後衛報獲得的一份外洩文件卻顯示，他及文翠珊早就知道這一指標的存在。在這份長達6頁、盧綺婷寫給的文翠珊備忘錄中顯示：「2017至2018年移除目標數量為1.28萬人」，並聲稱目前已達成目標數，他還補充寫道：「移除數量將增加10%」。這情況下他最終於2018年4月辭去內政大臣一職，賈維德接任，試圖平息民憤。
2018年12月文翠珊宣佈了賠償計劃，但去到2021年11月估計也只有5%的受害者獲得了賠償，其中23名符合條件的人在收到賠償之前就已經死亡。三個獨立的議會委員會在2021年發布了報告，批評內政部在為受害者提供補救方面上緩慢及無效，並呼籲內政部把賠償計劃交給其他部門處理。